# Mstyslaw Tschernow

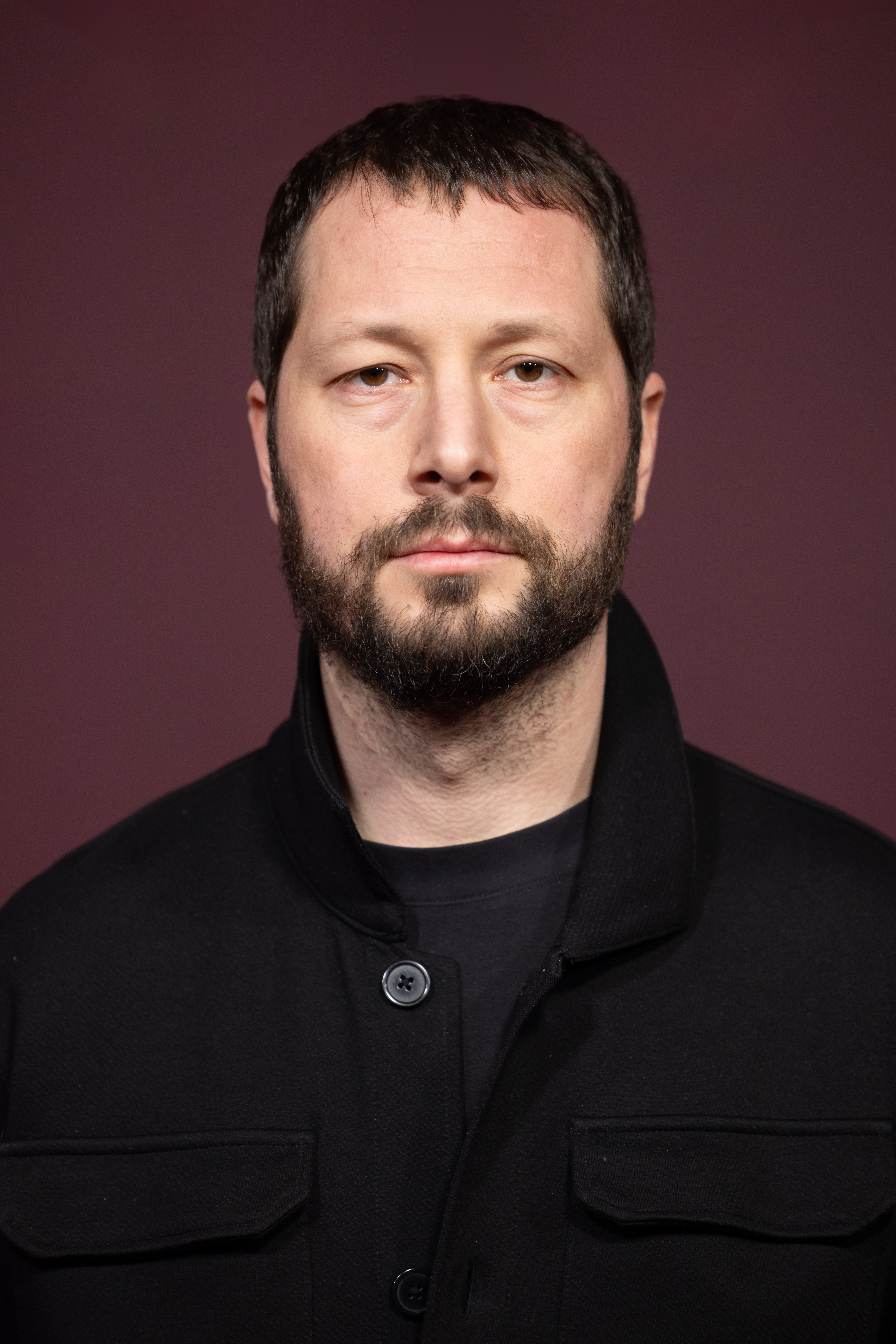
Mstyslaw Tschernow (2025)

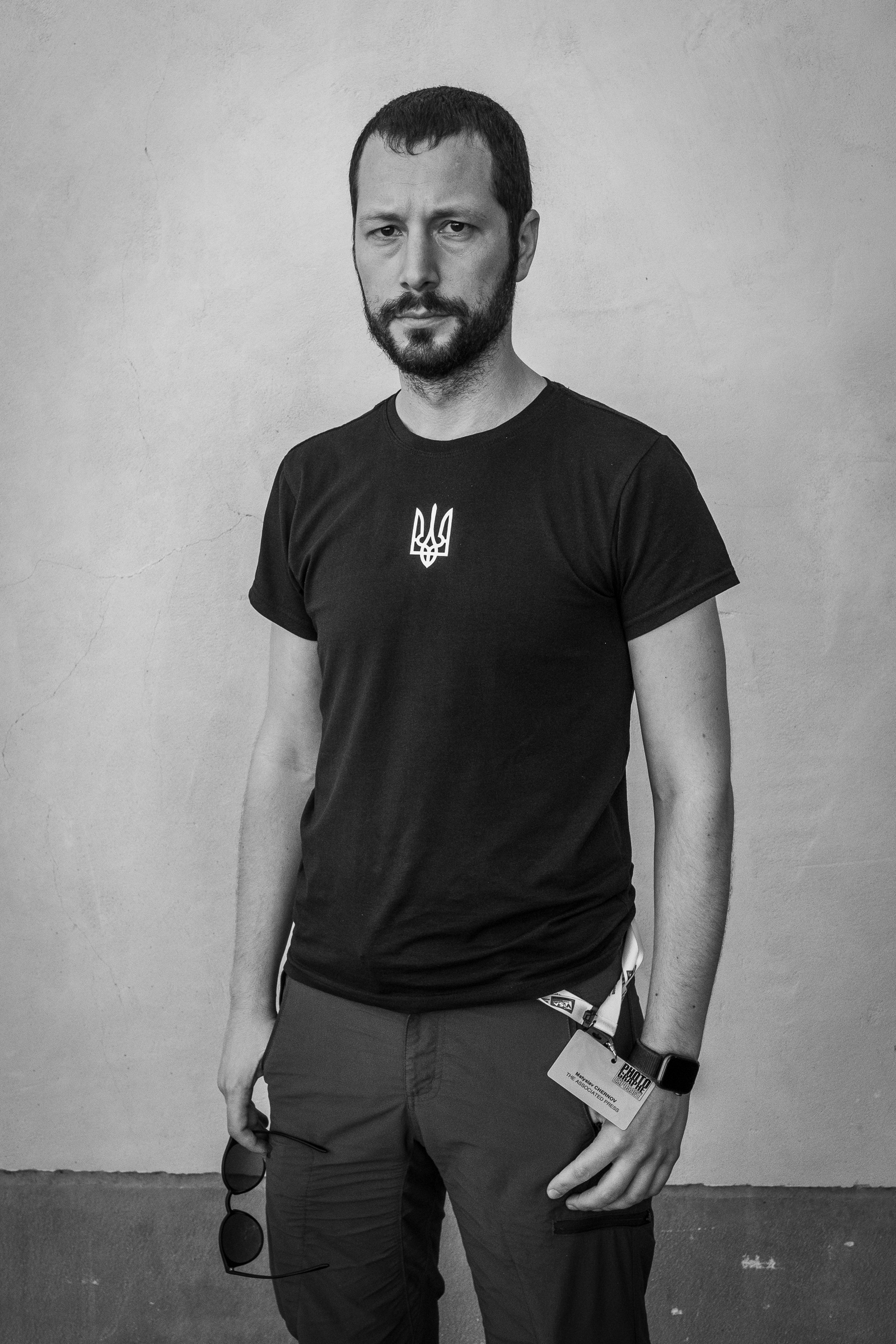
Mstyslaw Tschernow (2022)

Mstyslaw Andrijowytsch Tschernow (auch Mstyslav Chernov, ukrainisch Мстислав Андрійович Чернов; * 1985 in Charkiw) ist ein ukrainischer Fotograf, Reporter, Fotojournalist, Videofilmer, Filmemacher, Kriegskorrespondent und Romanautor.

## Leben
Mstyslaw Tschernow wurde 1985 in Charkiw im Osten der Ukraine geboren, nur 30 Kilometer von der russischen Grenze entfernt. Ab 2013 beteiligte er sich an Projekten der Vereinten Nationen, des Internationalen Roten Kreuzes, von Amnesty International, der OSZE, von Human Rights Watch, von Chernobyl Children International und anderen internationalen NGOs und arbeitet an seinem „Rotkreuz-Projekt“ für Unframe und die Agentur Cosmosphoto. Als sich Tschernow im Sommer 2013 bei einem Aufenthalt in Istanbul inmitten der Geschehnisse im Gezi-Park wiederfand, stellte dies einen Wendepunkt in seiner Karriere dar. Er begann über den Krieg im Donbass zu berichten. Beim Absturz von Flug MH 17 im Donbass war er als einer der ersten Reporter vor Ort. Danach war er in Afghanistan, Syrien und Bergkarabach.
Als freier Mitarbeiter und später als festangestellter Journalist der US-amerikanischen Nachrichtenagentur Associated Press berichtete er aus dem Zentrum von Konflikten, von der europäischen Migrationskrise bis hin zu Kriegen in Syrien und Afghanistan. Seine Fotos wurden weltweit veröffentlicht, so in der New York Times, der Washington Post, im Independent, Telegraph, in Le Monde, in Die Zeit und Forbes. Besonders seine Bilder der Belagerung von Mariupol und von der Bombardierung der Geburtsklinik der Stadt und die Berichte aus dem dortigen Krankenhaus, das keinen Platz mehr für die verstorbenen Patienten hat, die daher in Tücher gewickelt auf dem nackten Boden im Keller lagern mussten, gingen um die Welt.
Gemeinsam mit seinen Kollegen von der Associated Press, dem befreundeten Fotografen Jewhen Maloljetka und der Produzentin Wassylyssa Stepanenko, zählte Tschernow zu den letzten in der Stadt verbliebenen internationalen Journalisten in der von der russischen Armee besetzten ukrainischen Hafenstadt Mariupol. Über die dortigen Geschehnisse legten sie auch mit dem Film 20 Tage in Mariupol Zeugnis ab. In dem Film zeigen sie die Belagerung der strategisch wichtigen Hafenstadt der Ukraine während der russischen Invasion hautnah. Der Film wurde von der Ukraine als Beitrag für die Oscarverleihung 2024 eingereicht. Er erhielt den Oscar in der Kategorie Bester Dokumentarfilm.
Für ihre journalistische Arbeit in Mariupol bekamen Tschernow und seine Kollegen Maloletka, Stepanenko sowie Lori Hinnant zudem den renommierten Pulitzer-Preis in der Kategorie „Dienst an der Öffentlichkeit“ verliehen.
Tschernow ist auch Autor des Romans Time of Dreams, der 2020 bei Summit Kniha veröffentlicht wurde. Er organisiert zudem Ausstellungen und ist Kurator von Bildungsprogrammen. Er selbst unterrichtet in Dokumentarfotografie und Videografie.
Mstyslaw Tschernow ist Präsident des ukrainischen Berufsfotografenverbandes. Nachdem er Mariupol verlassen hatte, ging er nach Deutschland und berichtet auch hier über den Angriff auf sein Heimatland. Eine Auswahl seiner Arbeit stellt Tschernow Wikimedia Commons zur Verfügung. Im Sommer 2024 wurde Tschernow Mitglied der Academy of Motion Picture Arts and Sciences.

## Schriften
- Time of Dreams (Chasy Snovydin / Часи сновидінь). Summit Book Publishing House, 2020.[1]

## Filmografie
- 2023: 20 Tage in Mariupol (OT: 20 днів у Маріуполі, Dokumentarfilm)
- 2025: 2000 Meters to Andriivka (Dokumentarfilm)

## Auszeichnungen (Auswahl)
| Jahr | Preis                                                       | Kategorie | Resultat  | Ref.   |  |
| ---- | ----------------------------------------------------------- | --- | --------- | ------ |  |
| 2024 | Oscar für den besten Dokumentarfilm                         | Oscar für den Film 20 Tage in Mariupol | Gewonnen  |        |  |
| 2024 | Taras-Schewtschenko-Preis                                   | Publizistik, Journalismus (zusammen mit Jewhen Maloljetka, Wassylyssa Stepanenko) für journalistisches Material über die Belagerung von Mariupol, darunter der Film 20 Days in Mariupol. | Gewonnen  | [ 10 ] |  |
| 2024 | Alfred I. duPont–Columbia University Award                  | | Gewonnen  | [ 11 ] |  |
| 2024 | Directors Guild of America Award                            | Outstanding Directorial Achievement in Documentary | Gewonnen  | [ 12 ] |  |
| 2023 | Doc Edge                                                    | Best International Director | Gewonnen  |        |  |
| 2023 | Pulitzer Prize                                              | Pulitzer-Preis/Dienst an der Öffentlichkeit (zusammen mit Jewhen Maloljetka, Wassylyssa Stepanenko, and Lori Hinnant)                                                                    | Gewonnen  |        |  |
| 2023 | Overseas Press Club Awards                                  | Hal Boyle Award (Best newspaper, news service or digital reporting from abroad) | Gewonnen  | [ 13 ] |  |
| 2023 | Royal Television Society – Television Journalism Awards     | Camera Operator of the Year | Gewonnen  | [ 14 ] |  |
| 2023 | George Polk Award                                           | Award for War Reporting | Gewonnen  | [ 15 ] |  |
| 2023 | Philip Meyer Journalism Award                               | (as the member of The Associated Press and PBS Frontline team) | Gewonnen  | [ 16 ] |  |
| 2023 | CJFE International Press Freedom Award                      | | Gewonnen  | [ 17 ] |  |
| 2022 | Ukrajinska Prawda Award                                     | Journalist des Jahres | Gewonnen  | [ 18 ] |  |
| 2022 | Reporter ohne Grenzen                                       | Preis für Wirkung | Gewonnen  | [ 19 ] |  |
| 2022 | Oliver S. Gramling Awards                                   | Journalism Awards (with Evgeniy Maloletka and Vasilisa Stepanenko) | Gewonnen  | [ 20 ] |  |
| 2022 | 27th International Festival of Reportage and Media (Serbia) | Photo report | Gewonnen  | [ 21 ] |  |
| 2022 | Free Media Awards                                           | | Gewonnen  | [ 22 ] |  |
| 2022 | Elijah Parish Lovejoy Award for Courage in Journalism       | | Gewonnen  | [ 23 ] |  |
| 2022 | Bayeux Calvados-Normandy Award                              | Video Image Trophy | Gewonnen  | [ 24 ] |  |
| 2022 | Bayeux Calvados-Normandy Award                              | Television Trophy | 2. Platz  | [ 24 ] |  |
| 2022 | John S. and James L. Knight Foundation Award                | | Gewonnen  |        |  |
| 2022 | Royal Television Society Award                              | Coverage of international events | Nominiert | [ 25 ] |  |
| 2022 | Royal Television Society Award                              | Camera Operator of the Year | Nominiert | [ 25 ] |  |
| 2022 | Deutsche Welle Freedom of Speech Award                      | | Gewonnen  | [ 26 ] |  |
| 2022 | Heorhij-Gongadse-Preis                                      | | Gewonnen  | [ 27 ] |  |
| 2022 | Biagio Agnes Award                                          | International Prize | Gewonnen  | [ 28 ] |  |
| 2020 | Royal Television Society Award                              | Camera Operator of the Year | Gewonnen  | [ 29 ] |  |
| 2019 | APME: Powerful Stories                                      | Use of video | 1. Platz  | [ 30 ] |  |
| 2019 | Livingston Award                                            | International Reporting | Finalist  | [ 31 ] |  |
| 2016 | Royal Television Society Award                              | Camera Operator of the Year | Gewonnen  | [ 32 ] |  |
| 2015 | Royal Television Society Award                              | Young Talent of the Year | Gewonnen  | [ 33 ] |  |
| 2013 | Pentax Awards, Ukraine                                      | | Gewonnen  | [ 34 ] |  |